# Weir, Bharatpur
Weir là một thành phố và khu đô thị của quận Bharatpur thuộc bang Rajasthan, Ấn Độ.

## Địa lý
Weir có vị trí 25°41′B 75°44′Đ / 25,68°B 75,73°Đ Nó có độ cao trung bình là 272 mét (892 feet).

## Nhân khẩu
Theo điều tra dân số năm 2001 của Ấn Độ, Weir có dân số 17.331 người. Phái nam chiếm 53% tổng số dân và phái nữ chiếm 47%. Weir có tỷ lệ 57% biết đọc biết viết, thấp hơn tỷ lệ trung bình toàn quốc là 59,5%: tỷ lệ cho phái nam là 71%, và tỷ lệ cho phái nữ là 41%. Tại Weir, 18% dân số nhỏ hơn 6 tuổi.